# تپه دکل حسنلو ۳
تپه دکل حسنلو ۳ مربوط به سدهٔ ۶–۸ ه.ق است و در شهرستان نقده، بخش محمدیار، دهستان حسنلو، روستای حسنلو واقع شده و این اثر در تاریخ ۷ خرداد ۱۳۸۷ با شمارهٔ ثبت ۲۲۹۰۷ به‌عنوان یکی از آثار ملی ایران به ثبت رسیده است.